# حياة الصعلوك
حياة الصعلوك أو حياة صعلوك يدعى السيد بابلوس، مثال المتشردين ومرآة البخلاء، (الإسبانية: La vida del Buscón أو Historia de la vida del Buscón, llamado don Pablos; ejemplo de vagamundos y espejo de tacaños) هي رواية شطارية باللغة القشتالية أو الإسبانية من تأليف فرانثيسكو دي كيفيدو.
نشرت الرواية للمرة الأولى عام 1626م رغم تداول بعض النسخ المخطوطة سابقاً، وهي نسخ حفظت سليمة حتى يومنا هذا. لم يعترف كيفيدو بكتابة حياة الصعلوك، وكان ذلك على الأرجح لتفادي تعرضه للمساءلة من قبل محاكم التفتيش. وبالرغم من كونه لا محالة كاتب الرواية، غير أن سكوت كيفيدو عن الاعتراف بتأليف هذا العمل الأدبي أدى إلى زيادة الشكوك حول تاريخ تأليفه، فتم افتراض تواريخ بين عامي 1604م و1620م مع محاولة كيفيدو تنقيح عمله لاحقاً حتى قرابة عام 1640م.

## تاريخ التأليف
هي إحدى أعمال فرانثيسكو دي كيفيدو، كتبها بين عامي 1603 و1608، مما يجعلها إحدى أوائل الروايات الشطارية. يعتقد فيرناندو لاثارو كاريتير أن النسخة الأولى من الرواية كتبت بين عامي 1603 و1604، في حين يرى فرانثيسكو ريكو أنها كتبت عام 1605، ويبقى الرأي الأكثر عموما رأي أميريكو كاسترو الذي يعتبرها رواية رصينة مرجّحاً كتابتها قبل عام 1620.
درس كيفيدو في جامعة ألكالا دي إيناريس بين عامي 1596 و1600، ثمّ درس علم اللاهوت في بلد الوليد بين عامي 1601 و1604، والتي أصبحت فيما بعد عاصمة المملكة. برزت موهبة كيفيدو باكراً، حيث كتب في العقد الأول من القرن السابع عشر الكثير من الأعمال الأدبية المتنوعة، وكانت رواية الصعلوك إحداها.
نُشرت هذه الرواية -كغيرها من روايات الأدب الخفيّ- في نسخ مخطوطةً. ويحتمل وجود نسختين منها: نسخة أولية وأخرى منقّحة يفترض لاثارو كاريتير أنها نشرت بين عامي 1609 و1614. وبالنسبة للنسخة الأقدم فتعود إلى المخطوطة (303 أوليم أرتيغاس 101) المودعة في مكتبة مينينديث بيلايو في سانتاندير- كانتابريا، أمّا النسخة المنقّحة والمسمّاة بـ(نسخة بوينو)، نسبة إلى مكتبة خوان خوسيه بوينو، فقد وجدت محفوظة بمكتبة مؤسسة لاثارو غالديانو في مدريد.
نُشرت الطبعة الأولى من الرواية في سرقسطة عام 1626، ولم يؤخذ بعين الاعتبار إذن المؤلف على الرغم من نسبة الكتاب إليه، وهو ما يثبته ما جاء في العنوان «للسيد فرانثيسكو دي كيفيدو فيّيغاس، فارس جمعية سانتياغو الدينية وسيّد لوان أباد». وفيما يتعلّق بالمخطوطات، فقد أُجريت عليها تعديلات وحذف جرّاء الرقابة عليها. ولاقت الطبعة نجاحا كبيرا، أما الطبعة الثانية، التي نشرت في العام نفسه، فقد تم نشرها باسم دار نشر وهمية لإخفاء اسم دار النشر الحقيقية في مدريد.
تُرجمت الرواية في وقت مبكّر إلى عدة لغات، وتمّ تدقيقها بين عامي 1626 و1648 في برشلونة وفالنسيا وسرقسطة وروان وبامبلونا ولشبونة ومدريد، غير أن كيفيدو بقي مصرّا على إنكار الرواية ولم يدرجها في قائمة أعماله الأدبية التي وضعها عام 1640؛ ربما لأنه عانى وقتها من إشكاليات مع الرقابة والتحقيق.

## إصدارات الرواية
تستند الإصدارات الحديثة من الصعلوك على مخطوط «بوينو» (باء)، في النسخة المحفوظة في سانتاندر (سين)، في مخطوطه وجدت في كتاب قديم تابع لكاتدرائيه مدينه قرطبة (ثاء) في طبعتين أساسيتين صادرتين في مدريد عام 1648، وتعود في الأساس إلى طبعة أساسية في سرقسطة (ياء) عام 1628.
من المتفق عليه أن مخطوطة بوينو أفضل شاهد حفظ لليوم حول هذا النص نتيجة العناية بالخط واحتوائها على القليل من الأخطاء، ويعتقد أن السبب يعزى إلى أن كيفيدو أراد إهداءها إلى شخصية هامة. ويعتقد أن المخطوطات (سين، ثاء، ياء) صدرت عن نموذج أصلي هو (إكس)، وأن سين وثاء يحتمل أن تكونا قد صدرتا من نموذج ثانوي هو (واي).
مقابل هذا الإجماع على المؤلِّف، نجد تفسيرات مختلفة حول تاريخ التأليف ومصدر الرواية. ومن هذه الأراء أن مطبوعة (باء) كانت هي أقدم الشواهد (المكتوبة في العقدين الأولين من القرن السابع عشر) والاختلافات بين المخطوطات (سين، ثاء، ياء) الصادرة من مراجعات لاحقة للنص أجراها كيفيدو أو صدرت عن أخطاء الناسخين أو الناشرين.
وحسب تفسير آخر يعدّ أكثر قبولاً تعدّ مخطوطة باء النسخة الأحدث وقام كيفيدو بتنقيحها شخصيا، وقد يعود تاريخها إلى قرابة عام 1640.
حتى عنوان الرواية نفسه يختلف بين نسخة وأخرى. ففي مخطوطة باء نجد «قصة حياة الصعلوك الذي يدعى السيد بابلوس، مثال المتشردين ومرآة البخلاء»، وبما أن غلاف الرواية كتب بخط القرن التاسع عشر والعنوان هو ذاته في طبعة عام 1626 فيمكن الاستنتاج أنها نسخة متأخرة.
وكذلك لا يتفق المخطوطان ثاء الذي يحمل العنوان «حياة الصعلوك المسمي السيد بابلوس» والمخطوط سين «حياة المحتال، باسم آخر س. بابلوس»، ومنه فإن العنوان الأصلي «حياة الصعلوك» هو اختصار عن الكتاب الثالث للمخطوطة باء «الكتاب الثالث والأخير من الجزء الأول من حياة الصعلوك». وعلاوة على ذلك استخدام عناويين أخرى منذ القرن السابع عشر مثل «قصة البخيل الأعظم وحياته» يُفسر لما يوصف الكتاب ببساطه بـ «كتاب البخيل».

## الجنس الأدبي
تصنف المخطوطة من جنس الرواية، وهي الوحيدة التي كتبها مؤلفها. تستمر على خطى حياة التشرد المريرة التي ابتدأتها رواية لاثريو دي تورميس مجهولة المؤلف. وتختلف عنها أن رواية كيفيدو توضح كيف أن سلوك بطلها ليست إلا وليدة تصرفاته وإرادته.

## بنية الرواية
تبدأ المخطوطات بإهداء تمهيدي: «بعد معرفتي برغبة حضرتك في فهم حكايات حياتي المتعددة، وحتى أتجنب أن تنقل إليك على لسان غيري -كما يحصل في حالات أخرى- أردت أن أكتبها وأبعثها إليك بنفسي...»
وينقسم العمل إلى ثلاثة كتب؛ أولها يضم سبعة فصول، والثاني ستة، أما الثالث والأخير فيحتوي على عشرة فصول.

## سير الأحداث

### الكتاب الأول
بطل الرواية بابلوس، من مدينة شقوبية، ابن كليمنت بابلو الذي كان حلاقآ ولصاً، وأمه ألدونزا سان بيدرو يهودية كانت تعمل ساحرة. لديه أخ في عمر السابعة كان يسرق زبائن والده، يتوفى في السجن من شدة الضرب الذي ألحق به. يدخل بابلوس المدرسة، حيث يتعرف على السيد دييغو كورونيل، ابن السيد ألونسو كورونيل. فيوثّق بابلوس علاقته مع معلمه، لأنه يقرر أن يخدم صديقه السيد دييغو بعد حادثة الكارنفال والخزي الذي لحقه من الناس بسبب حقيقة والديه. يقرر والد دييغو، السيد ألونسو، وضعهما تحت وصاية المعلم كابرا، وهو رجل دين جشع كاد أن يقتلهما من الجوع. فيخرجا من عنده هزيلين ومريضين. يُرسل السيد دييغو إلى ألكالا دي هيناريس لدراسة ما يفتقر إليه في قواعد اللغة، فيرافقه بابلوس ليكون خادماً له، وهناك يتعرض بابلوس لمضايقات الطلبة، حيث عامله بعضهم بقذاره، مما قاده ليصبح خبيراً في خداع الآخرين للحصول على ما يريد. حين يعلم السيد ألونسو بذلك يطلب من السيد دييغو الرجوع إلى شقوبية دون بابلوس بعد ما يسمع عن تصرفاته الغريبة.
عم بابلوس، ألونسو رامبلون، يعمل جلاداً في مدينة شقوبية، ويقال أنه هو من أعدم والده. أما والدته فكانت محجوزة في محكمة التفتيش في مدينة طليطلة، وقد تُعدم حرقاً حسب أوتو دا في أو (رسوم الإيمان). يدعو العم ألونسو ابن أخيه بابلوس للعوده إلى شقوبية لتعلم وظيفة الجلادة معه. فيقرر بابلوس العودة إلى مدينته: «لجمع ممتلكاتي ومعرفة أقربائي ثم الهروب منهم».

### الكتاب الثاني
يروي الكتاب رحلة الطريق من مدينة القلعة إلى مدينة شقوبية، حيث يلتقي بابلوس خلال رحلته بشخصيات غريبة. أولهم جمهوري مجنون ورجل حكومة، من أتباع النظرية الاقتصادية الحتمية، يعتقد نفسه قادراً على خلق الحلول لتقويم سير الدولة، ويرغب بتقديم النصح للملك -المشغول في حروبه في مدينة أمبيريس- حول كيفية تجفيف البحر بإسفنجة.
بعد ذلك، يلتقي بابلوس شخصاً آخر مجنون يعمل معلماً محترفاً للمبارزة، يتباهى دائماً بمبارزاته السابقة، غير أن الأمر ينتهى به فاراً من رجل خِلّاسي. ثم يصادف بابلوس كاهناً مسنّاً يؤلف شعراً ركيكاً، ألّف كتيباً عنونه «إلى الإحدى عشرة ألف عذراء، ألّفت لكل واحدة خمسين بيتاً ثُمانيّة الوزن، هذا شيءٌ جميل!».
يودع بابلوس الشاعر، وعند عبوره بيورتو فوينفريا الجبلي خارجاً من مدريد باتجاه شقوفية يلتقي بابلوس بجندي مرتزق وناسك يمتطيان حماراً. يرافقهم ويصل ثلاثتهم إلى نزل في مدينة سيرسيديلا حيث يستطيع الناسك التغلب عليهم بحيل لعب الورق. ثم يلتقون بأحد أثرياء بلدة جنوة، وهي شخصية يوظفها كيفيدو في العمل للسخرية من مصرفيي مدينة جنوة الذين كانوا يقرضون النقود للسلطة الإسبانية ثم يستولون على أموال أمريكا وفضتها بحجة مطالبتهم برد القروض.
وعند مدخل شقوفية، وعلى جانب الطريق، يرى بابلوس والده الذي كان ينتظر أن يُعدم ويُقطّع لأجزاء ويوضع في أكياس. فقد كان من المعتاد في ذلك الوقت تقطيع السجناء إرباً وترك جثثهم على مداخل المدن والقرى لتكون بمثابة عبرة للناس. وأخيراً، يصل بابلوس عند عمه، ولكنه يبدي عدم رغبته في أن يصبح جلاداً. وبالرغم من ذلك، فإنه يُحصِّل ميراثه ثم يقرر الذهاب إلى مدريد.

### الكتاب الثالث
يعرِّف السيد توريبيو بابلوس على أخويّة نشالين وقوّادين كان يعيش معهم. بعد الوشاية بهم تُعتقل المجموعة وتُرمى في السجن. غير أن بابلوس ينجح في الهرب من السجن راشياً الجميع، من السجّان حتى كاتب العدل، ليذهب بعدها إلى نزل صغير حيث يتظاهر الثراء خفية. وينتحل أسماء مزيفة عديدة، مثل: السيد راميرو دي غوثمان والسيد فيليبي تريستان.
يطمح بالزواج من سيدة تدعى آنا، لكن سيده السابق السيد دييغو كورونيلّ يكشف كذبه وينتهي به الأمر مبرحاً بالضرب. بعد ذلك، يقرر المضي إلى مدينة طليطلة، حيث يجهله الناس، ليصبح عضواً في فرقة للممثلين الهزليين ويتميز بلعب أدوار الشرّ. بعد تركه للفرقة، يصبح زير نساء، خاصة مع الراهبات.
ينتقل من طليطلة إلى إشبيلية حيث يكسب عيشه باحترافه مهارات الغش في اللعب، ولكن ينتهي به المطاف بمواجهة القانون مما يضطره إلى طلب اللجوء إلى الكنيسة. وبوجوده هناك، يبني صداقة وطيدة مع «لا غراخاليس» الذي يعرض عليه الذهاب إلى أميركا الجنوبية ليرى إن كان سيتحسن وضعه. إلا أن الرواية تنتهي بإخبارنا أنه لم يحالفه الحظ هناك: «وكان الأمر أسوأ بالنسبة لي كما سترى حضرتك في الجزء الثاني، لا يغير شخص حاله بتغيير المكان، بل بتغيير حياته وعاداته».

## الهدف من العمل
يرى البعض أن الهدف الأساسي هو الإضحاك. لم يسعَ كيفيدو إلى سرد أحداث بعينها أو إدانة سلوكيات أخلاقية تستحق في نهاية المطاف العقاب، إنما يقصد في المقام الأول إضحاك الآخرين من خلالها.
تبقى العديد من الأفعال السيئة في الرواية دون عقاب؛ ولا يوجد إقحامات تحمل مغزى أخلاقي عدا العبرة النهائية: «لا يغير شخص حاله بتغيير المكان، بل بتغيير حياته وعاداته».
هكذا وبشكل رئيسي يسعى الكاتب لتجسيد فكرة استحالة الارتقاء الاجتماعي لهؤلاء الذين لا يتخلون عن الأخلاق الذميمة. بابلوس يريد الارتقاء اجتماعيا ليصل إلى «أعلى طبقة»، وهو ما قاله لدون دييغو: «ما يهمني هو الوصول إلى أعلى طبقة والحصول على نفوذ أكبر»، إن ما يريده بابلوس هو محو أصوله والتجرد من عار أقاربه. ففي رسالته إلى عمه الجلاد يحذره قائلاً: «لا تسأل عني، أو عن اسمي، لأن ما يهمني هو التبرؤ من الدم الذي يجمعنا».
باءت جميع محاولاته بالفشل؛ حيث ينتحل البطل أو غيره شخصية أخرى كفارس أو رجل غني فإن العقاب يكون النتيجة. ومن هنا يتفق النقاد على أن كيفيدو يسعى لإبراز الحقد الطبقي في روايته هذه.
ينطلق الكاتب من عقليته النبيلة في الحكم على رغبة الطبقات الدنيا في الارتقاء. «كيفيدو لم يضع نفسه مطلقا مكان دون بابلوس، وتنطوي نواياه كمؤلف على رفض الترقي الاجتماعي، كان لديه باختصار منظور الطبقة الهمجية» (د.يندوراين).
يقدم ليونار تايانو كامبو بيرديه Leonor Taiano Campoverde وخوسيه ساريث أماديه José Sarzi Amade مبرراً لتأليف الرواية حيث يريان أنها تعكس في الواقع الأزمة التي أصابت المجتمع الإقطاعي الذي ساد أوروبا لقرون وجعلته يتحوّل إلى نظام تجاري واقتصادي، واستعرض المؤلف هذا الانسلاخ التام بصورة ساخرة رسمها للمجتمع.
ينتمي فرانثيسكو دي كيفيدو لعائلة أرستقراطية النسب، وعُرِف أولئك الأرستقراطين منذ عصور قديمة بدفاعهم عن الهوية المسيحية لإسبانيا. ومن الجدير بالذكر، أن إسبانيا منذ ذلك الوقت كانت تحت حكم المسيحية ولذلك اُعتبِر المسلمون واليهود سكانا غير أصليين لها.
كان المجتمع الإسباني مقسّم إلى طبقات، بحيث يكون لكل طبقة مجموعة من الصفات والخصائص يتوارثها أفرادها جيلا بعد جيل، فهي التي تحدد مصير الفرد، وتجعله ينتمي لطبقة معينة دون غيرها، وهي كذلك التي ستبقى في دمه، أي أن النبالة والشرف والفلاحة والكدح هي صفات مورّثة بالدم لا يمكن تغييرها.
وبعد انهيار النظام الإقطاعي بدأت التغيرات تداهم المجتمع الإسباني، وفي هذه الأثناء كان كيفيدو ينتمي لجماعة تتمسك بقوة بالطبقيّة، ورفض الكثير مما حدث في القرن السابع عشر، وشكّل اقتراب اليهود المُنَصَّرين البرجوازيين، القادمين من البرتغال، من العرش الملكي في فترة حكم الملك فيليب الثالث وفيليب الرابع، بالنسبة له الخطر الأعظم الذي يهدد التركيب الطبقي للمجتمع وبالتالي يصبح تهديداً لمكانته المرموقة وللامتيازات التي كان يحصل عليها هو وعائلتُه كطبقة نبيلة.
ومما أثار قلق كيفيدو أكثر أن الأمر لم يتوقف عند هذا الحد، بل قام بعض أولئك البرجوازيين الذين كانوا من اليهود المُنَصَّرين بشراء أوراق مُزيّفة تثبت أن حاملها ينتمي لعائلة أرستقراطية عريقة. وبهذه الإثباتات المزيفة حصل «أصحاب الدم الملوّث» على كل الامتيازات التي كانت مخصصة فقط للطبقة النبيلة في القرون الوسطى؛ كالتعليم ودخول الجامعات والقدرة على أن يصبحوا رجال دين أو على الالتحاق برُهبانية الفرسان، وهي تنظيم من القساوسة والرهبان للقتال في سبيل المسيح.
ونجد تدخّل اليهود بعد تنصرهم في العرش الملكي الإسباني وتطفلهم على شؤون الدولة في الرواية حيث يتجسد في بعض الشخوص كالمستثمر، ومعلم المبارزة، والجندي.. كما أن هذه الشخوص تُظهِر ما آل إليه الحال بعد أن انهارت الطبقية التي كانت مبنية على أساس الصفات الموروثة والمورّثة، وبيّنت حالة الفوضى التي عمّت المجتمع؛ وصار يسمح لأصحاب الدماء الملوثة بالاقتراب من العرش وهو ما كان مقتصراً فقط على أصحاب الدماء النقيّة، وأصبح الآن من حاشية الملك وخاصته وإن كانت دماؤه ملوثة ولم يكن ليصل لولا ماله.
وعائلة كورونيل هي خير مثال نجده في الرواية على ذلك، لكن في الحقيقة «كورونيل» هو اسم عائلة ابراهام سنيور الذي كان من الأحبار اليهود في شيقوبية وصديقا مقربا للملكة الكاثوليكية ايزابيل. فعندما صدر قرار طرد اليهود عام 1492 اقترحتْ عليه أن يعتنق المسيحية ففعل، وتنصّر وأصبح اسم عائلته كورونيل، وانحدر منها شخصيات مؤثرة من علماء لاهوت، وإراسموسيين -التابعين للفيلسوف الهولندي رائد حركة الأنسنة ديسوريس إراسموس-، كأنطونيو ولويس نونيز كورونيل، بالإضافة لبابلو كورونيل الذي كان متخصصاً في دراسة التلمود ومترجماً للكتاب المقدس المكتوب بعدة لغات والذي وُجِد أول مرة في جامعة كومبلوتنسي في مدريد. وكومبلوتنسي كلمة لاتينية Complutensis وهي اسم لبلدة قرب مدريد تأسست بها هذه الجامعة تسمى ألكالا دي إيناريس.
ولكن في الحقيقة لم تكن عائلة كورونيل في الرواية كما هي عائلة ابراهام سنيور اليهودية على أرض الواقع، بل كانوا رغم جبنهم وتخوّفهم على حياتهم، يسعون جاهدين بكل الوسائل المشروعة والغير مشروعة للوصول لغاياتهم. لا شك أنهم اجتاحوا المجتمع بأموالهم لكنهم لا شك أيضا كانت تعوزهم كل معاني الشرف والنبالة، ممتلئين بكل ما يمثل الخسة والدناءة، وهذا بالنسبة لكيفيدوهو التركيب الجيني الذي يحمله كل يهودي.
كما أن عائلة كورونيل ليست المثال الوحيد في الرواية الذي حاكى واقع النبالة المزيفة التي انتشرت آنذاك، ففي مقدمة العمل تحدّث كيفيدو عن السيد دون توريبيو الذي كان أرستقراطياً مفلساً، ثم تبيّنَ أن لا أصل له ولا نسب حيث قال: «ما يجب أن تعرفه أولا، أنه في البلاط الملكي هناك الأشد غباء والأكثر حكمة، الأشدّ فقرا والأكثرُ غنىً، هناك في البلاط الملكي ترى النهاية القصوى من كل شيء حيث يسيطر الرياء، وهناك أيضا نوع من الناس مثلي، لا أصل له ولا عائلة ولا يملك شيئا».
ورغم صرامة القوانين التي كانت تسمح بالالتحاق بصفوف جيش الكنيسة «رهبانية الفرسان» والتشدد في اختيار رجال الكهنوت، إلا أن الأوضاع ساءت كثيرا في ظل المجتمع الجديد، الأمر الذي دعى محاكم التفتيش لبدء عمليات تحقيق حول القساوسة الكاثوليك بسبب الشكوك المثارة حولهم لاحتفاظهم باليهودية سرا والتظاهر بالانتماء للمسيحية علنا.
أصبح اليهود المُنَصَّرين الآن يشغلون أهم المراتب في المجتمع، هذا ما أتاحتهُ لهم أموالهم وهذا ما يسمح به المجتمع البرجوازي الحديث وهذا ما أصبح عليه الحال بعد سيطرة المادة على الناس، فتشوّهت المسيحية، وأخذ يحكم باسمها من لا يملك أدنى معرفة بها، وكيفيدو جسّد لنا هذا كله من خلال شخصيتين من شخوص روايته: دومينيه دي كابرا ورجل الدين الشاعر. أما دومينيه دي كابرا فهو يمثّل نظرة المجتمع الإسباني لليهود في ذلك الوقت؛ تلك الفئة السيئة، الكاذبة والخبيثة التي لم يكن انتماؤها للمسيحية سوى قشرة خارجية، رداءً تستبدله وتغيره حين تفرغ منه، تتلون كالحرباء بكل الألوان لخدمة مصالحها. فمثلا اليهودية تحرّم أكل لحم الخنزير ومع ذلك، قام دومينيه هذا بوضع الدهن في طبقه لأنه كان برفقة بعض المسيحيين، حتى لا يشككوا بأمره، فهو يحمل اسم عائلة يهودية ويتصرف مثلهم تماما. أما رجل الدين الشاعر ذلك فقد كان يهوديا، ولم يصبح من رجال الدين إلا حين اعتنق المسيحية. كان كيفيدو يستنكر من خلال هذه الشخصية أحوال المجتمع الذي يتيح المال فيه كل شيء، فكما تمكّن الكثير من شراء النبالة والشرف، تمكّن غيرهم من شراء المراتب المهمة والحساسة في المجتمع وإن لم يكن أهلا لها. ومن خلال هذه الشخصية عرض المؤلف ما كان يحدث بأسلوبٍ ساخر، حيث قام هذا الراهب بكتابة أبياتٍ شعرية بقصد إرسالها ل «كوربوس كريستيه» ظانا من جهله أنه قديس، رغم أن الراهب الحقيقي الداري بالمسيحية وأركانه الرئيسة؛ يعلم يقيناً أن هذا احتفال مهم جدا يُقام إجلالا لدم وجسد المسيح!!
وظف مؤلف الرواية الشاطرية لمهاجمة تلك الطبقة البرجوازية وانتقادها، وهي الطبقة التي أحدثها اليهود المُنَصَّرين على أنقاض النظام الإقطاعي. فشخصية العمل الرئيسية «دون بابلوس» تكشف لنا كيف أن الصعلوك والبرجوازي هما وجهان لعملة واحدة! الأمر الوحيد الذي يختلف بينهما هو المستوى المعيشي لكل منهما. إن الهدف الأساسي من الرواية هو توضيح التحول الذي أصاب المجتمع الإسباني في القرن السابع عشر والذي كان بمثابة اللعنة التي حلّت لتقلبه رأسا على عقب!
وفي الواقع فإن الكثير من أعمال كيفيدو تنتقد هذا المجتمع الجديد الذي يسطو فيه المال على كل شيء، وهو يراه يتكون من فئتين فقط: الأولى هم صعاليك محظوظون والثانية هم أيضا صعاليك ولكن عاثرو الحظ معدمين.
وبهذا فإن رواية الصعلوك تُعَدُّ شهادة حقيقية على لسانِ أرستقراطي نبيل عاش كل ما حصل وها هو يتكلم عنه من وجهةِ نظره؛ فبالنسبة لكيفيدو أصبح النظام الذي يسود المجتمع نظاما استُبدلَ فيه الدهاء والخديعة بالقيم الرفيعة والأخلاق النبيلة، وكان اليهود المُنَصَّرين هم الذين وظّفهم كيفيدو في عدة شخوص لتوضيح ما كان يحدث وأولها الشخصية الرئيسية «دون بابلوس» الذي تكشفْ لنا مغامراته الكثير.
وبالإضافة لما سبق، فإن هذا العمل يلقي الضوء على العلاقة السياسية التي كانت بين كيفيدو والسُلطة، فهو لم يطمئن أبدا للظروف السياسية الاجتماعية الجديدة ولم يأمن جانبها، حيث تحدّثت الرواية عن هذه العلاقة من خلال الإعفاءات والتمثيلات التجارية والاستثمار.
وأخيرا، فإن حياة المغامر «دون بابلوس» في مجتمع يعجُّ بالفساد من كل حدب وصوب، ينتحل فيه كل واحد هوية بعيدة كل البعد عن حقيقته هي في الواقع دلالة على فساد الطبقة البرجوازية التي نشأت بشكل أساسي من اليهود المُنصَّرين!

## الأسلوب
يبالغ الكاتب في الهجاء في هذا العمل حتى أنه يصل لمشاهد هزلية دموية. لا يصف كيفيدو الأشخاص أو الأماكن بواقعية، بل بشكل غريب وساخر، لدرجة ظهورهم بمظهر قبيح الشكل. هذه المبالغة هي من سمات الأدب الباروكي؛ حيث كل شيء مبالغ به، وقد وصل استخدامه للسخرية إلى حدّ التهكم والاستهزاء بطريقة وحشية، فالمعلم كابرا ليس شخصاً فقيراً ومسكيناً بل هو «النموذج الأصلي للفقر والبؤس».
عامل كيفيدو شخصياته ببرود دون رحمة ولا شفقة، فوصفهم بأسوأ الصفات وبالغ في تشويههم شكلياً وأخلاقياً، لينتهوا كصور كاريكاتورية صرفة.
ويظهر إتقانه الكبير للغة ليس فقط في مفرداته اللامحدودة، بل بقدرته على اللعب فيها واستخدامه أسلوبا بارعاً ولامعاً تتناسب مع روح الحركة الأدبية المفهومية التي انبثقت عن الأدب الباروكي في القرن السابع عشر، وقد سرد مغامراته وتعاسته بشكل غير لائق في شخصية البطل الذي يفترض أن الكاتب يلعب من خلاله دوراً في هذه الرواية. ويعتمد في أسلوبه بشكل أساسي على الطرائف البشعة والألفاظ النابية واللعب في الكلمات والتنويع في المعاني المختلفة.

## اقتباسات
في عام 1972 اقتبس الكاتب المسرحي لوبيز الرواية لتحويلها لعمل مسرحي وافتتحها على المسرح الإسباني في مدينة مدريد، أخرجها البرتو غونزاليس، وكتب السناريو مانويل مامباسو، ومثل أدوراها خوسيه ماريا برادا، لويز سايا، اندريو ميخوتو، خافيير لويلا، كارمن لوسي، وانخيل كيسادا.
وفي عام 1979 تمّ تصويرها سينمائياً من قبل ليتشيانو بيرياتوا، ولعب دور البطولة باكو الغورا، بمشاركة أنا بيلين، خوان ديغو، فرانسيسكو رابال، كيتي مانفيرا، انطونيو ارانسو، ولالي سولديفيلا.